# Nu wa chuanshuo zhi ling zhu
Nu wa chuanshuo zhi ling zhu (女娲传说之灵珠S, Nǚ wā chuánshuō zhī líng zhūP), anche conosciuta internazionalmente come The Holy Pearl, è una serie televisiva cinese di genere drammatico-mitologica in 32 puntate trasmessa nel 2011 diretta da Cai Jing Sheng.
La storia è un libero adattamento live action non ufficiale della popolare serie Inuyasha di Rumiko Takahashi, ma ambientato nell'antica Cina con differenze nella trama rispetto al manga e all'anime, e soprattutto con protagonista la ragazza del mondo moderno invece che il mezzodemone del passato.

## Trama
La giovane figlia di un archeologo riesce a viaggiare nel tempo, scoprendo così d'essere la reincarnazione di un'antica guerriera. Con lei si trova a collaborare uno strano essere, un ibrido tra uomo e drago. Loro compito è quello di recuperare tutti i frammenti di un magico vaso che è stato per errore rotto. Nel frattempo, un atto tragico ha sconvolto il fragile equilibrio tra mondo dei demoni e mondo umano.

## Personaggi
Di seguito il cast degli interpreti, ed in parentesi i personaggi di Inuyasha da cui traggono ispirazione.
- Gillian Chung - Ding Yao/Xian Yue (Kagome Higurashi e Kikyo)
- Weize Purba - Wen Tian (Inuyasha)
- Patrick Tam - Rong Di
- Guo Zhen Ni - Mu Lian (Sango)
- Sun Xing - Shi You Ming (Naraku)
- Jiang Yi - Wu Dao (Sesshomaru)
- Liu Ting Yu - Mo Yin
- TAE - Wei Liao
- Li Qian - Yu Die (Rin)
- Zhu Zi WEn - Ting Qin
- Liu Na Ping - Hu Ji (Kagura)
- Shu Yao Xuan - Ding Mian
- Chen Jia Xin - Feng Huang
- Li Yi Xin - Wu Shan Gui Po